# SN 1973T
SN 1973T – supernowa odkryta 24 grudnia 1973 roku w galaktyce PGC0071062. W momencie odkrycia miała maksymalną jasność 18,00m.